# 나지강
나지강(羅智綱, 1899년 12월 3일 ~ ?)은 평안남도 출신의 일제강점기에 활동한 친일파 군수이다. 일본식 이름은 와지마 히데츠나(일본어: 和島秀綱, 한자: 화도수강)이다.

## 생애
1918년 3월 평양고등보통학교 본과를 졸업하였다. 이듬해인 1919년 4월부터 경상북도 포항공립보통학교의 훈도로 근무하였으며, 1922년부터 대구공립보통학교의 훈도를 1926년 경성사범학교의 훈도로 지내다 1930년 경상북도 내무부 학무과 시학으로 임명되었으며 같은 해인 1930년 11월부터 대구여자공립보통학교 훈도를 겸임하였다.
1935년부터 경상북도 내무부 학무과 시학 겸 학무과 속으로 근무하면서 경상북도 대구부 남욱정립보통학교 훈도를 겸하였다. 그뒤에 1936년 8월 경상북도 예천군 속으로 옮겼다. 1937년부터 경상북도 달성순 내무과 속으로 근무하였다. 1938년 3월 군수로 승진하여 경상북도 칠곡군수로 부임하였다. 1937년 중일 전쟁이 일어나자 군수품 공출, 전사병 환자 위문, 여론 환기와 국방 사상 보급 선전, 국방헌금모금, 군인과 유가족 후원 등의 전시업무를 적극적으로 수행하여 지나사변 공적조서에 이름을 올렸다. 1940년 9월 경상북도 예천 군수, 1943년 3월 의성군수, 1944년 12월 상주군수로 발령받고 해방될 때까지 재직하였다.

## 해방 후
1945년 10월 1일 미군정청이 발표한 이동사령 제57호에 따라 상주군수에서 파면되었다가 1946년 1월 경상북도 영일군수에 임명되었다. 1949년 3월에 반민특위 경상북도 조사부에 체포되었다.